# Chronologie de Lisbonne
Ce qui suit est une chronologie de l'histoire de la ville de Lisbonne, capitale du Portugal.

## Antiquité
- Vers - 1200 avant J.C. - Fondation par les Phéniciens du comptoir d'Alis Ubbo (« port sûr »)[1]
- - Ve siècle avant J.C. - Passe sous la domination de Carthage.
- - 205 avant J.C. – Les Romains chassent les Carthaginois ; Olisipo devient une ville romaine dans la province de Lusitanie (actuel Portugal).[2]
- - 60 avant J.C. - Jules César accorde le statut de municipe à la cité (Felicitas Julia) en échange de sa fidélité.
- 57 - Théâtre romain et thermes construits[3].
- IVe siècle - Diocèse catholique d'Olisipo établi[4], Potamius en devient l'évêque[2].
- 407 – Invasion par les Alains[1]'[5].
- 418 - Prise par les Wisigoths, qui l'appellent Ulishbona.
- 585 – Intégration au Royaume Wisigoth[5].

## Moyen Âge: DuVIIIeauXIVesiècle
- 714 – Olisipo prise par les Maures ; rebaptisée « al-Ushbuni »[1]'[5].
- 844 - Siège de Lisbonne par les Vikings[1].
- 1093 - Raid du roi Alphonse VI de Castille[2].
- 1110 - Ville prise par les Maures Almoravides[1].
- 1147
  - Siège de Lisbonne par les forces chrétiennes d'Alphonse Ier[6]'[5]. La ville redevient portugaise.
  - Début de la construction de la cathédrale de Lisbonne[7].
- 1179 – La ville reçoit une charte.
- 1184 - Ville attaquée par les forces musulmanes sous Abu Yaqub Yusuf[5].
- 1242 - Fondation du Convento de São Domingos de Lisboa.
- 1256 – Lisbonne devient capitale du Royaume du Portugal[3].
- 1290 - Université de Lisbonne fondée.
- Années 1300 - Château de São Jorge rénové.
- 1344 – Tremblement de terre[7](Liste des séismes au Portugal (pt))[5].
- 1348 – Peste noire[7].
- 1373 - Ville saccagée par les forces castillanes[7]'[5].
- Années 1375 – Murs de la ville construits[8].
- 1378 - Archives nationales installées dans le château de São Jorge.
- 1384 - Siège de Lisbonne par les forces castillanes[5].
- 1389 - Fondation du couvent des Carmes.
- 1394 - Création de l'archidiocèse catholique de Lisbonne[4].
- 1395 – Régiment de Sapeurs pompiers de Lisbonne organisé[8].

## XVe-XVIIesiècles
- 1422 – Lisbonne « faite la capitale du royaume du Portugal par Jean Ier »[7].
- 1441 - Début de la traite des esclaves africains (abolie en 1836)[9].
- 1450 - Construction du palais d'Estaus.
- 1467 – Le palais Almeida (résidence) est construit.
- 1495 – Presse à imprimer en fonctionnement (date approximative)[10].
- 1497 – Vasco de Gama quitte Lisbonne pour son premier voyage en Inde[7].
- 1501 - Début de la construction du monastère des Jerónimos.
- 1504 - Construction de l'hôpital Real de Todos os Santos.
- 1506 – avril : massacre de Lisbonne : pogrom des Juifs.
- 1511 - Construction du palais Ribeira (date approximative).
- 1514 - Construction de l'ermitage Restelo[11].
- 1519 - Construction de la tour de Belém.
- 1523 - La Casa dos Bicos est édifiée.
- 1531 – Tremblement de terre[12].
- 1554 - Le philosophe Damião de Góis publie Urbis Olisiponis Descriptio.
- 1569 – Peste : un tiers de la population décède[12].
- 1571 - L'Inquisition commence à fonctionner.
- 1574 – Duarte da Costa devient maire[13].
- 1580 - 25 août : bataille d'Alcântara près de Lisbonne ; les Espagnols prennent le pouvoir[7]'[5].
- 1588 - 28 mai : L'Invincible Armada militaire espagnole quitte Lisbonne pour l'Angleterre[5].
- 1594 – La Faculté des Beaux-Arts de l'Université de Lisbonne est établie.
- 1597
  - Tremblement de terre[12] (Liste des séismes au Portugal (pt)).
  - Imprimeur Pedro Craesbeeck en activité.
- 1598 - Palais de São Bento construit[5].
- 1601 - Achèvement du monastère des Jerónimos.
- 1624 - Ouverture du Collège anglais de Lisbonne[5].
- 1629 - Monastère de São Vicente de Fora terminé.
- 1640 – décembre : Guerre de Restauration ; le Portugal retrouve son indépendance, les Espagnols sont évincés[7]'[5].
- Années 1660 - Construction du palais des Marquis de Fronteira.
- 1668 – février : Traité de paix entre l'Espagne et le Portugal signé à Lisbonne[12].
- 1681 - Début de la construction de l'église de Santa Engrácia.

## XVIIIesiècle
- 1715 – Le journal Gazeta de Lisboa commence à paraître.
- 1720 - L'Académie Royale d'Histoire Portugaise est fondée[12].
- 1724 - Ouverture du cimetière des Anglais.
- 1748 - Mise en service de l'aqueduc des Eaux Libres.
- 1754 - Construction du palais de Belém.
- 1755
  - 1er novembre : Tremblement de terre, tsunami et incendie dévastent la ville et font des milliers de morts[5].
  - Palais Ribeira détruit.
  - À la suite du séisme, la planification du quartier de Baixa Pombalina commence[8].
- 1761 - Palais royal de Real Barraca construit à Ajuda près de Lisbonne.
- 1764 - Ouverture du Passeio Público (parc)[8].
- 1768 – Jardin Botanique d'Ajuda (le plus ancien du Portugal) fondé près de la ville[14].
- 1769 - Création de la Bourse de Lisbonne.
- 1774 - Les archives de la ville de Lisbonne s'installent à la mairie de Lisbonne[15].
- 1775 – Statue équestre de José Ier érigée sur la Praça do Comércio[5].
- 1779 - Fondation de l'Académie des sciences de Lisbonne[7].
- 1780 - Éclairage public installé[8].
- 1787 - Rénovation de la Rua Nova do Almada.
- 1793 - Ouverture de l'Opéra Teatro Nacional de São Carlos[5].
- 1796 - Création de la Bibliothèque Nationale du Portugal.

## XIXesiècle
- 1801 - Panneaux de nom de rue installés[8].
- 1807 - 30 novembre : les forces françaises napoléoniennes prennent Lisbonne[6].
- 1808
  - Français évincés par les forces britanniques[6].
  - Journal Telegrafo Portuguez publié.
- 1831 - « L'insurrection militaire est réprimée »[6].
- 1833 - Création du cimetière de Prazeres.
- 1834 - Le Parlement portugais commence à se réunir au Palais de Sao Bento[5].
- 1835 - Cimetière d'Ajuda établi[12].
- 1839 - Association Maritime et Coloniale créée.
- 1841 - Création du cimetière Alto de São João.
- 1846 - Théâtre national Dona Maria II construit[8].
- 1851 - Ouverture du musée de l'Artillerie, futur Musée militaire.
- 1856 - Fondation de l'Associação Naval de Lisboa.
- 1859 - Épidémie de fièvre jaune[7].
- 1864
  - Le journal Diário de Notícias commence à paraître[16].
  - Population : 190 311.
- 1865 - Ouverture de la gare de Santa Apolónia.
- 1873
  - Le tramway hippomobile commence à fonctionner[12].
  - Arc de triomphe de la rue Augusta érigé.
- 1874 - Colonne de Pedro IV érigée sur le Rossio.
- 1875 - Mai : Un accident de bateau sur le Tage fait des dizaines de morts[6].
- 1877 
  - Construction de la ligne de chemin de fer Linha do Norte vers Porto terminée.
  - Inauguration du marché couvert de Santa Clara.
- 1878
  - Observatoire astronomique de Lisbonne et Jardin Botanique de Lisbonne fondés[14].
  - Population : 246 343[7].
- 1880 
  - Mise en service de l'aqueduc d'Alviella[5].
  - Inauguration du nouvel Hôtel de ville de Lisbonne.
- 1882 
  - Aménagement de la place du Marquis de Pombal.
  - Ouverture du Mercado da Ribeira.
- 1883 - décembre : un incendie dans le chantier naval se produit[6].
- 1884
  - Création du Musée national d'art ancien.
  - Ouverture du zoo de Lisbonne.
- 1885
  - Le funiculaire de Glória commence à fonctionner.
  - Marché couvert construit sur la Praça da Figueira (date approximative).
  - Belém devient une partie de la ville[7].
- 1886 - Avenida da Liberdade aménagée ; Monument aux Restaurateurs dévoilé.
- 1887 - La ligne de chemin de fer de Sintra commence à fonctionner.
- 1890
  - Création de la salle de spectacles Coliseu dos Recreios.
  - Population : 300 964.
- 1891 – Gare centrale du Rossio et tunnel du Rossio ouverts.
- 1892 - Construction des Arènes de Campo Pequeno.
- 1893 - Fondation du Musée national d'archéologie.
- 1894
  - Juin : Les boulangers mènent une grève[6].
  - Pedro Augusto Franco devient maire[13].
  - Ouverture du théâtre Sao Luiz.
- 1895
  - Juin : « Chambre des députés »[6] incendiée[6].
  - Le chemin de fer de Linha de Cascais entre en service ; Ouverture de la gare de Cais do Sodré.
- 1897
  - Cimetière d'Olivais établi.
  - Zófimo Consiglieri Pedroso devient maire[13].
- 1900
  - L'ascenseur de Santa Justa est mis en service.
  - Population : 351 210 habitants dans la ville ; 709 509 dans l'arrondissement[5].

## XXesiècle

### 1900-1940
- 1901
  - Le tramway électrique entre en service.
  - António José de Ávila devient maire[13].
- 1902
  - Institut d'Hygiène et Médecine tropicale établie.
  - Anciennes chapelle et tombes découvertes[6].
- 1903 - Visite du roi Edouard VII commémorée par le parc Eduardo VII[5].
- 1904
  - Antonio de Azevedo Castelo Branco devient maire[13].
  - Création du club du Benfica Lisbonne.
- 1905
  - Ouverture du Café A Brasileira.
  - Création du Musée National des Carrosses.
- 1906
  - Fondation de l'école coloniale et du Sporting Clube de Portugal.
  - Ouverture du Jardin botanique tropical[14].
- 1908 – 1er février : Carlos I et son fils Luís Filipe sont assassinés sur la Praça do Comércio[17].
- 1909
  - 23 avril : tremblement de terre[18].
  - Création du musée de Lisbonne (ouvert seulement en 1942).
- 1910
  - Anselmo Freire devient maire[13].
  - Fin de la monarchie : la ville devient capitale de la Première République portugaise[2].
- 1911
  - Création de l'université de Lisbonne et du parc Eduardo VII.
  - Cinéma Olympia en activité[19].
  - Population : 435 359 habitants dans la ville, 853 415 dans l'arrondissement[20].
- 1916
  - 23 février : saisie de navires allemands à Lisbonne ; L'Allemagne déclare par la suite la guerre au Portugal, qui entre officiellement dans la Première Guerre mondiale.
  - Ouverture du Musée Rafael Bordalo Pinheiro[21].
- 1919 - Fondation du Club de Futebol Os Belenenses.
- 1920 – Population : 484 664.
- 1922 – Le complexe théâtral Parque Mayer ouvre[19].
- 1926
  - Début de la dictature militaire au Portugal.
  - Le district de Setúbal se sépare du district de Lisbonne[22].
- 1930
  - Création de l'Université technique de Lisbonne.
  - Première édition de la Foire du livre de Lisbonne.
  - Population : 591 939.
- 1931 - Ouverture du Teatro Capitólio[19].
- 1932 - Ouverture de la gare maritime Sul e Sueste.
- 1933 – La ville devient la capitale de la Seconde République fasciste portugaise (Estado Novo) (jusqu'en 1974).
- 1934 - Création du parc forestier de Monsanto.
- 1938
  - Duarte Pacheco devient maire[13].
  - L'Académie Portugaise d'Histoire dont le siège est à Lisbonne.
- 1940
  - 23 juin : ouverture de l'Exposition internationale du monde portugais ; ferme le 2 décembre.
  - Population : 694 389.
- 1941 - 15 février : un cyclone se produit[18].
- 1942 - Ouverture de l'aéroport de Lisbonne Portela.
- 1943 - Ouverture de la Gare maritime d'Alcantara.
- 1945 - Le journal sportif A Bola commence sa publication[16].
- 1946 - Fondation du Club Oriental de Lisbonne.
- 1947 - Création du Grupo Surrealista de Lisboa (groupe artistique)[23].
- 1949 - Le journal sportif Record commence à paraître[16].

### Années 1950 à 1990
- 1950
  - Ouverture du Cinéma Sao Jorge.
  - Population : 783 226 habitants.
- 1952 – Centro Desportivo Universitário de Lisboa fondé.
- 1954 – Le stade de football Estádio da Luz ouvre.
- 1956
  - L'Estádio José Alvalade ouvre.
  - Fondation Calouste Gulbenkian établie.
- 1959
  - Métro de Lisbonne inauguré.
  - Antonio da França Borges devient maire[13].
  - Statue du Christ-Roi érigée à Almada[2].
- 1960 – Pavillon des Découvertes érigé.
- 1963 – Musée maritime ouvert.
- 1965
  - Musée national d'Ethnologie établi.
  - Musée National de l'Azulejo inauguré.
  - Ouverture du Planétarium.
- 1966 – Pont du 25 avril ouvert[2].
- 1968 – A Capital publié[16].
- 1969 - Ouverture du musée Calouste Gulbenkian[23].
- 1970
  - Fernando Santos e Castro devient maire[13].
  - Population : 769 410 ; 1 611 887 dans l'agglomération[24].
- 1971 – Empresa Publica de Urbanizaçao de Lisboa fondé[25].
- 1972 – António Jorge da Silva Sebastião devient maire[13].
- 1974
  - 25 avril : Révolution des Œillets ; renversement de la dictature, Lisbonne devient la capitale de la Troisième République Portugaise[26].
  - Joaquim Caldeira Rodrigues devient maire[13].
- 1977
  - Aquilino Machado devient maire[13].
  - Musée National du Costume inauguré.
- 1979 – Le journal Correio da Manhã commence sa publication[16].
- 1980
  - Instituto Português do Livro e das Bibliotecas installé dans la ville[13].
- 1981 – Population : 807 167 dans la ville[24].
- 1983 
  - Le Monastère des Hiéronymites et la tour de Bélem sont classés sur la liste du Patrimoine Mondial de l'UNESCO.
  - Ouverture du Centre d'Art moderne Gulbenkian, premier musée d'art moderne du Portugal[27].
- 1985
  - Lisbonne rejoint l'Union des Cités Capitales Luso-Afro-Américo-Asiatiques.
  - Complexe des Torres das Amoreiras construit[28].
  - Championnats du monde de cross-country.
- 1986
  - Première édition du Marathon de Lisbonne[29].
- 1988 - 25 août : incendie dans le quartier du Chiado.
- 1989 – Le journal économique Diário Económico est publié.
- 1990
  - Parution du quotidien Público[16].
  - Ouverture du Musée de l'Électricité dans l'ancienne centrale thermique désaffectée Central Tejo.
  - Jorge Sampaio devient maire[13].
- 1991 – Population : 663 394 habitants.
- 1992 
  - Réforme administrative : le nombre de freguesias (arrondissements) est réduit de 53 à 24.
  - Institut des Archives Nationales créé[30].
- 1993 – Centre culturel de Belém construit.
- 1994
  - Lisbonne est capitale européenne de la Culture.
  - Le Monument aux Combattants d'Outre Mer est dévoilé.
- 1995 - João Barroso Soares devient maire[13].
- 1996 – Sommet de la Communauté des pays de langue portugaise.
- 1998
  - Le musée du Fado, la Gare d'Oriente (de Santiago Calatrava), l'Oceanarium de Lisbonne, le Teatro Camões, et le Pont Vasco de Gama sont inaugurés.
  - Ouverture de l'Exposition universelle spécialisée de 1998 à Lisbonne.
  - Le Pavillon de l'Atlantique et la Tour Vasco de Gama sont construits dans le Parc des Nations.
  - La frégate historique Dom Fernando II e Glória est restaurée.
  - Les Championnats ibéro-Américains d'Athlétisme se tiennent dans la ville.
  - Cm-lisboa.pt, le site web de la ville, est créé (date approximative)[31].
  - Extension du métro avec deux nouvelles lignes.

## XXIesiècle
- 2001
  - Championnats du monde d'athlétisme en salle.
  - Population : 564 657[32].
- 2002
  - Création d'Euronext Lisbonne.
  - Pedro Santana Lopes devient maire[13].
- 2003
  - Les stades Estádio da Luz et Estádio José Alvalade sont reconstruits.
- 2004
  - Championnat d'Europe de football au Portugal.
  - Tours jumelles Sao Rafael et Sao Gabriel construites dans le Parc des Nations[28].
  - António Carmona Rodrigues devient maire[13].
- 2005 – Pedro Santana Lopes devient maire, remplacé par António Carmona Rodrigues.
- 2006 - Ouverture du Casino de Lisboa dans le Parc des Nations.
- 2007
  - Décembre : Traité de Lisbonne sur l'Union Européenne signé dans la ville[17].
  - António Costa devient maire[13].
  - Création du musée d'art moderne Berardo à Bélem.
- 2008
  - 7 août : Prise d'otages à l'agence Banco Espírito Santo de Campolide[33].
  - Ouverture du Musée de l'Orient dans un ancien entrepôt.
- 2011 – Population : 550 000 dans la ville[32]; 2 821 876 dans l'agglomération.
- 2012 – 14 novembre : Manifestations anti-austérité[34].
- 2016 - Ouverture du Musée d'Art, Architecture et Technologie (MAAT).
- 2021 - Population : 545 000 habitants, 2 870 000 dans l'agglomération.
- 2023 - Les Journées Mondiales de la Jeunesse se tiennent à Lisbonne[35].
- 2024 - Inauguration du nouveau funiculaire de Graça[36],[37].